# Northern California Open 1988
Il Northern California Open 1988 è stato un torneo di tennis giocato sul cemento. È stata la 3ª edizione del torneo, che fa parte della categoria Tier V nell'ambito del WTA Tour 1988. Si è giocato ad Aptos negli USA dal 25 al 31 luglio 1988.

## Campionesse

### Singolare
Sara Gomer ha battuto in finale  Robin White con il punteggio di 6–4, 7–5

### Doppio
Lise Gregory /  Ronni Reis hanno battuto in finale  Patty Fendick /  Jill Hetherington con il punteggio di 6–3, 6–4